# Hamburg Hauptbahnhof
Hamburg Hauptbahnhof, zkráceně Hamburg Hbf, je hlavní nádraží v německém Hamburku, které bylo otevřeno v roce 1906. S průměrným počtem 550 000 cestujících denně (2018) je nejfrekventovanější nádraží v Německu a po nádraží Paris-Nord „nejfrekventovanější nádraží v Evropě“.
Provozuje jej dcera největší železniční společnosti v Německu Deutsche Bahn – DB InfraGO, která je zodpovědná za více než 5000 stanic německé železniční sítě. Nádraží je významným dopravním uzlem dálkových vlaků včetně vysokorychlostních vlaků Intercity-Express a navazuje na regionální železniční síť Hamburku (S-Bahn) i na hamburské metro (U-Bahn). Nádraží je situováno v centru města, ve čtvrti Hamburg-Mitte, a jeho součástí je i nákupní centrum.

## Historie
Dnešnímu hlavnímu nádraží předcházelo několik menších stanic umístěných v okolí centra města. První železniční trať mezi Hamburkem a Bergedorf, byla otevřena dne 5. května 1842.

Poloha čtyř koncových nádraží a nového hlavního nádraží

- Stanice Berliner Bahnhof otevřena roku (1846) se nacházela v místech břehu řeky Labe, kde je dnes Deichtorhallen, byla konečnou stanicí tratě směřující do Berlína.
- Stanice Lübecker Bahnhof otevřena roku (1865), byla konečnou stanicí tratě směřující do Lübecku.
- Stanice Klosterthor Bahnhof otevřena roku (1866), byla konečnou stanicí spojovací tratě směřující na nádraží Hamburg-Altona v části Hamburku na labském pobřeží, která byla kdysi samostatným městem Altonou.
- Stanice Hannöverscher Bahnhof otevřena roku (1872), původně pojmenovaná Venloer Bahnhof, byla konečnou stanicí tratě směřující do Hannoveru.

Po rozhodnutí zacelit mezeru mezi jednotlivými stanicemi byla uspořádána v roce 1900 návrhová soutěž na nové hlavní nádraží. Hamburg Hauptbahnhof postavený v letech 1902–1906, byl navržen architekty Georg Heinrich a Reinhardt Süßenguth. Stanice byla otevřena za přítomnosti císaře Viléma II. dne 4. prosince 1906. První vlak přijel následující den. Pravidelně vlaky začaly jezdit od 6. prosince 1906. Během druhé světové války bylo hlavní nádraží velice poškozeno bombardováním. Například v roce 1943 byla jedna z věží s hodinami zcela zničena. Od roku 1985 do roku 1991 bylo nádraží rekonstruováno.

## Technické parametry
Budova nádraží je 206 m dlouhá, 135 m široká a dosahuje do výše 37 m. Má 8 200 m² pronajímatelných ploch, celkovou rozlohu 27 810 m². Věž s hodinami dosahuje do výše 45 m, hodiny mají průměr 2,2 m. Přilehlá hala je postavena z oceli a skla, pokrývá hlavní část nástupišť a dvě dráhy S-Bahn. Dvě další dráhy S-Bahn a U-Bahn jsou připojené systémem tunelů.

## Wandelhalle

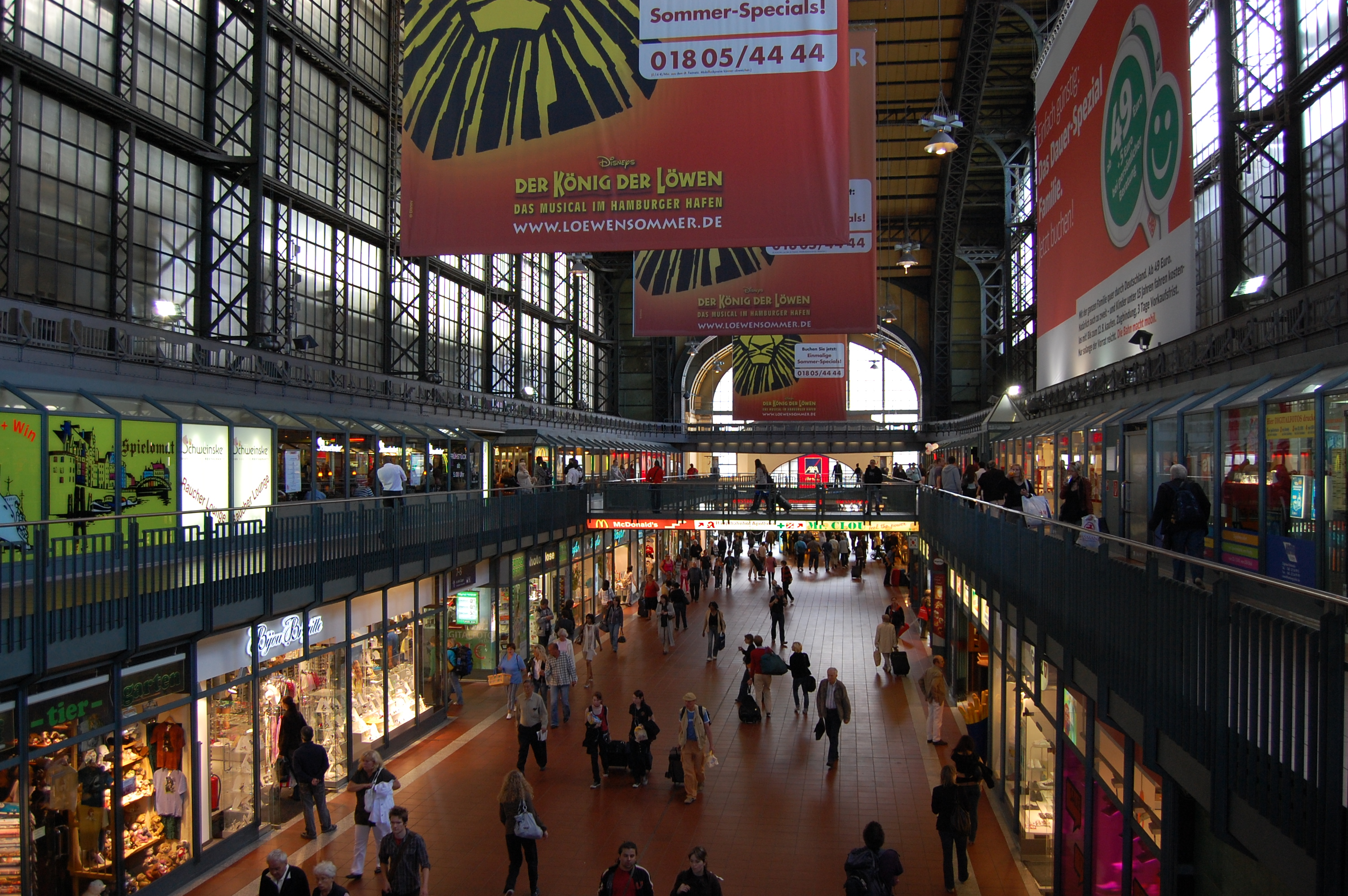
Promenádní hala

Wandelhalle – promenádní hala v nádražní budově obsahuje malé obchodní centrum s prodlouženou otevírací dobou. Bylo postaveno v roce 1991 při obnově nádraží, respektive obnově nosníku konstrukce. Nachází se na severním můstku, zahrnuje restaurace, květinářství, kiosky, lékárny a další. Horní patro má také galerii.

## Provoz
Dálkové spoje: Hlavní nádraží je jedno z největších nádraží v severním Německu. Obsluhuje pravidelné spoje InterCityExpress zkráceně ICE jedoucí do Berlína, Frankfurtu, Stuttgartu, Mnichova a Brém, ale také do Kolína nad Rýnem. Na sever spoje ICE spojují Aarhus a Kodaň v Dánsku, Kiel v Šlesvicku-Holštýnsko. Obsluhuje také několik spojů InterCity, EuroCity. Stanice je hlavním uzlem pro cesty do zahraničí.
Přehled spojů Intercity-Express (ICE)
| Druh vlaku | Směr |
| ---------- | --- |
| ICE 20     | (Kiel Hbf –) Hamburg Hbf – Hannover Hbf – Kassel-Wilhelmshöhe – Frankfurt (Main) Hbf – Mannheim Hbf – Karlsruhe Hbf – Freiburg (Breisgau) Hbf – Basel SBB (– Zürich HB – Interlaken Ost) |
| ICE 22     | (Kiel Hbf –) Hamburg Hbf – Hannover Hbf – Kassel-Wilhelmshöhe – Frankfurt (Main) Hbf – Frankfurt (Main) Flughafen Fernbf – Mannheim Hbf (– Heidelberg Hbf) – Stuttgart Hbf               |
| ICE 25     | (Lübeck Hbf –) Hamburg Hbf – Hannover Hbf – Kassel-Wilhelmshöhe – Fulda – Nürnberg Hbf – Ingolstadt Hbf – München Hbf (– Garmisch-Partenkirchen)                                         |
| ICE 28     | Hamburg Hbf – Berlin Hbf – Leipzig Hbf – Nürnberg Hbf – München Hbf |
| ICE 31     | Kiel Hbf – Hamburg Hbf – Osnabrück Hbf – Dortmund Hbf – Düsseldorf Hbf – Köln Hbf – Koblenz Hbf – Frankfurt (Main) Hbf – Würzburg Hbf – Nürnberg Hbf – München Hbf                       |
| ICE 42     | (Hamburg Hbf – Bremen Hbf –) Dortmund Hbf – Düsseldorf Hbf – Köln Hbf – Frankfurt (Main) Flughafen Fernbf – Mannheim Hbf – Stuttgart Hbf – München Hbf                                   |
| ICE 75     | Berlin Ostbf – Hamburg Hbf – Lübeck Hbf – Puttgarden – Kopenhagen Hbf |
| ICE 76     | Berlin Ostbf – Hamburg Hbf – Neumünster – Flensburg – Aarhus |

Regionální spoje: Četné jsou především spoje Regional-Express a RegionalBahn spojující Šlesvicko-Holštýnsko a Dolní Sasko.
Přehled spojů Regional-Express – RE, Regionalbahn – RB
| Druh vlaku | Směr                                     | Trať | Označení na schématu |
| ---------- | ---------------------------------------- | ---- | -------------------- |
| RE         | Hamburg – Schwerin – Rostock – Stralsund | 100  | R 20                 |
| RE RB      | Hamburg – Büchen                         | 102  | R 20                 |
| RE RB      | Neumünster/Itzehoe – Elmshorn – Hamburg  | 103  | R 70                 |
| RE RB      | Lübeck Travemünde – Hamburg              | 104  | R 10                 |
| RE RB      | Flensburg/Kiel – Neumünster – Hamburg    | 131  | R 70                 |
| RE RB      | Hamburg – Puttgarden                     | 140  | R 10                 |

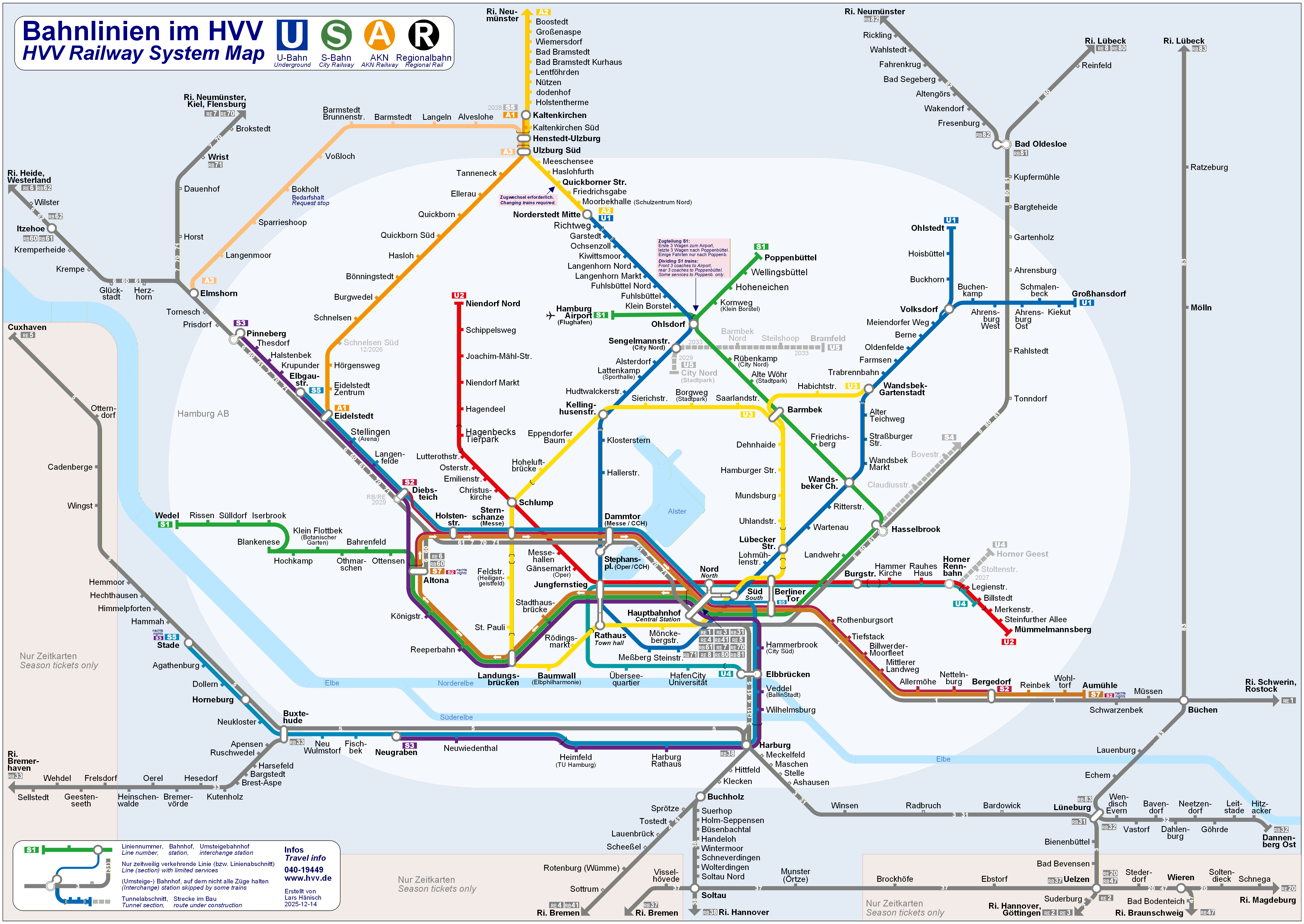
Schéma dopravních systémů S-Bahn a U-Bahn v Hamburku.

Meziměstské spoje: Hlavní nádraží je také centrální křižovatkou dvou ze tří rychlých dopravních systémů ve městě a to S-Bahn příměstské železnice U-Bahn metra. Dráhy S-Bahn jsou umístěné uvnitř stanice nástupiště 3 a 4, které vedou na východ do Barmbek, Harburg a Bergedorf a v samostatném tunelu, vedle výpravní budovy nástupiště 1 a 2, které vedou na západ k Altona, Wedel a Eidelstedt. Dráhy U-Bahn jsou rozděleny na dvě stanice, Hauptbahnhof Süd (jih) slouží linkám U1 a U3, Hauptbahnhof Nord (sever) slouží linkám U2.

## Galerie

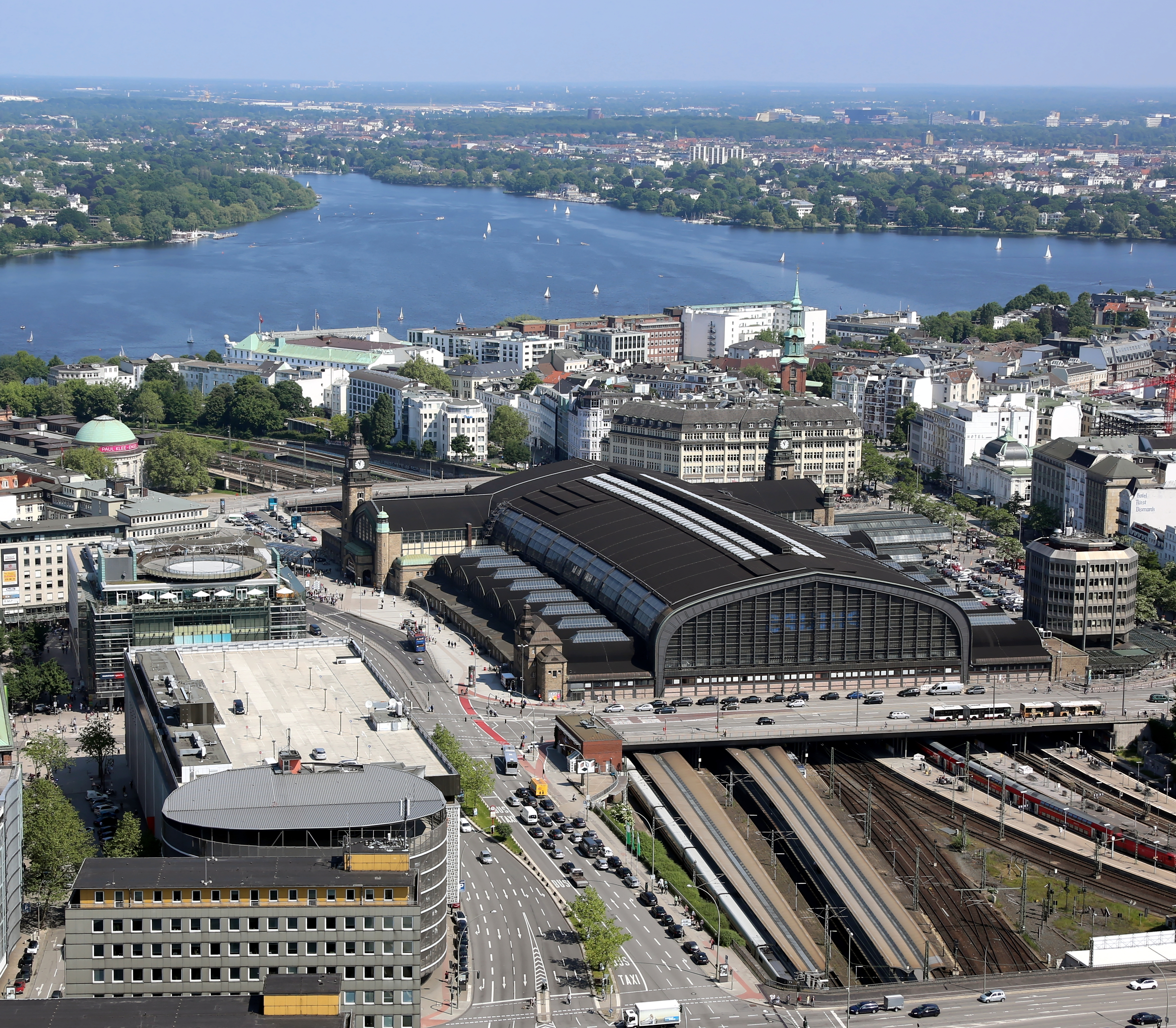
Hamburg Hauptbahnhof
Hamburg Hauptbahnhof
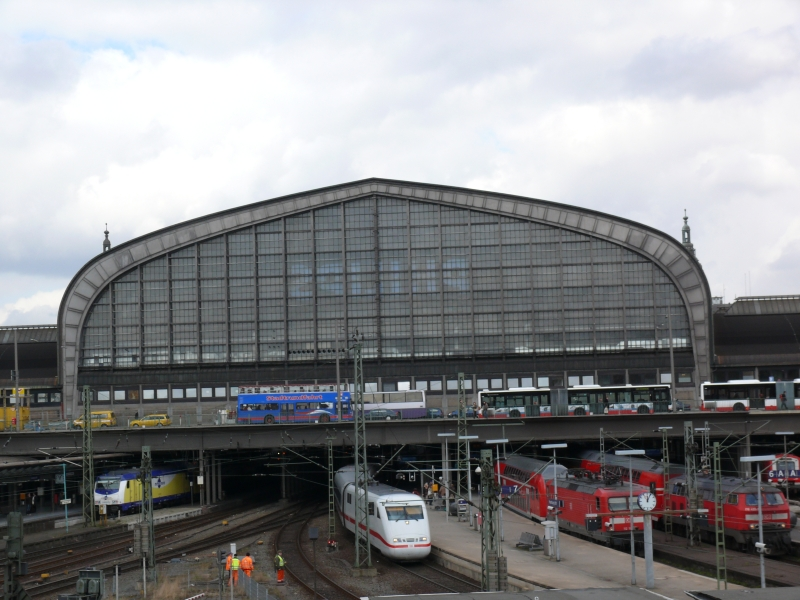
Hamburg Hauptbahnhof
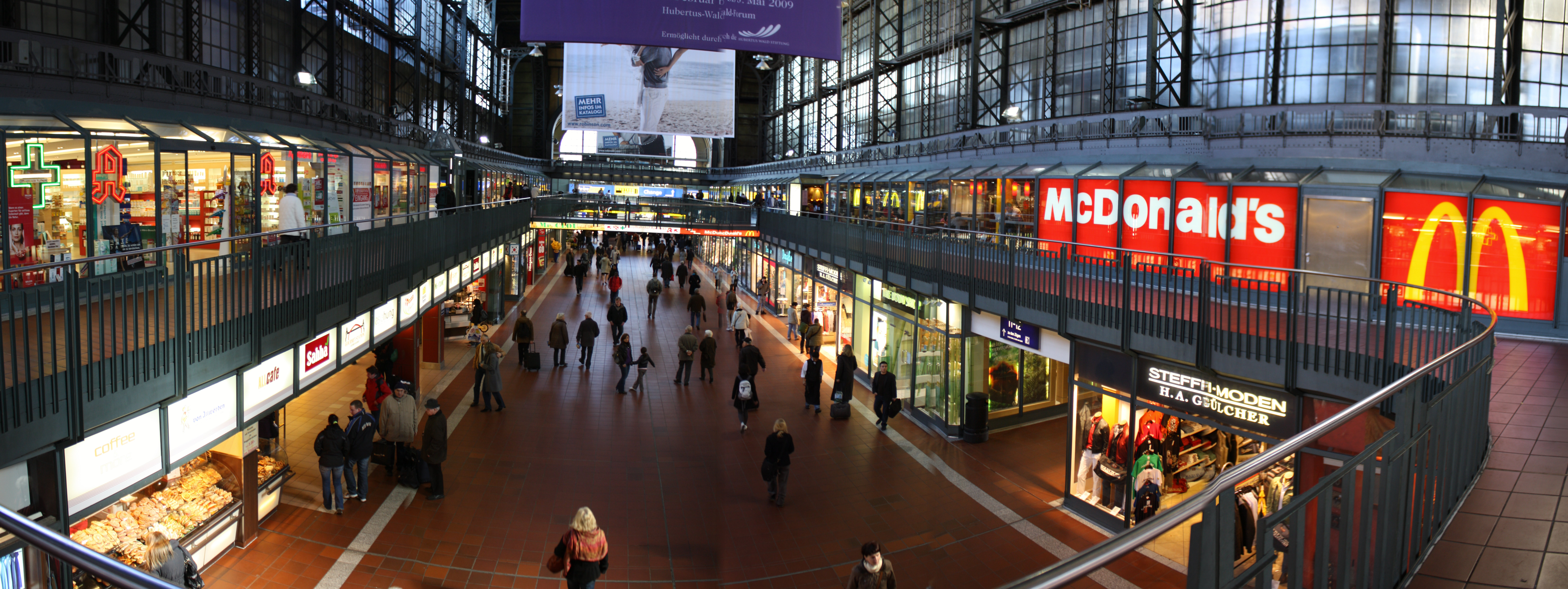
Hamburg Hauptbahnhof – Promenádní Hala
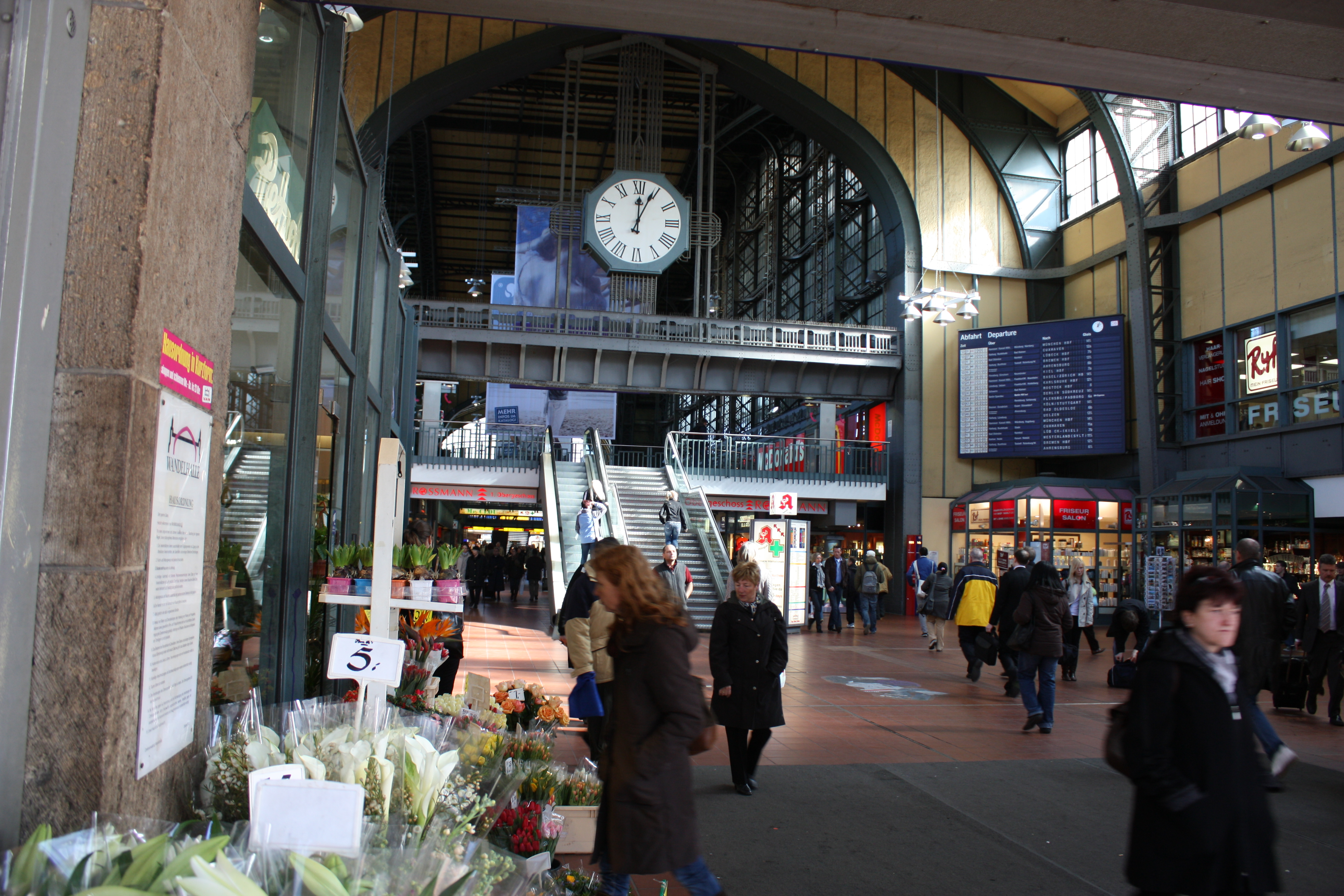
Hamburg Hauptbahnhof – Promenádní Hala
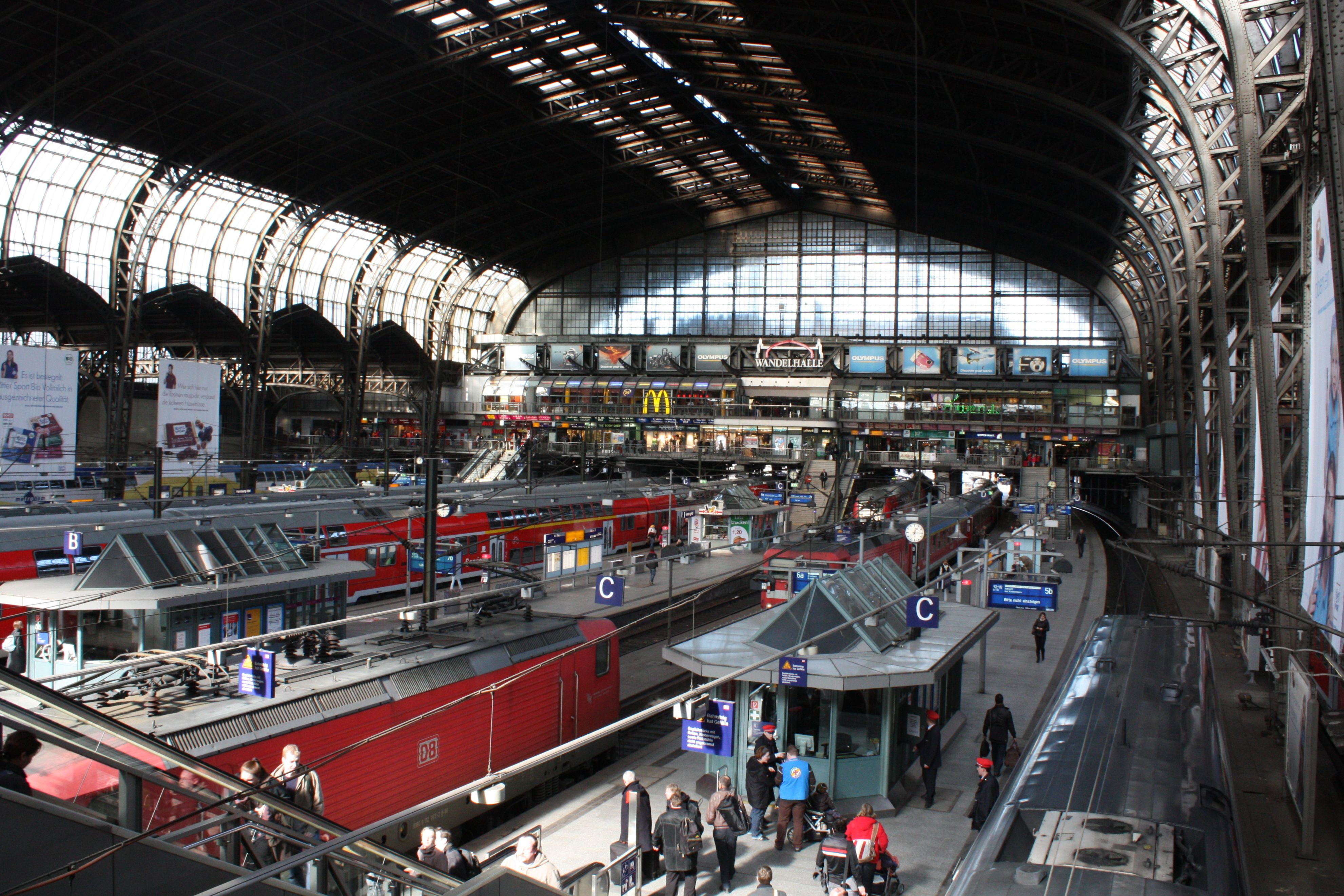
Hamburg Hauptbahnhof
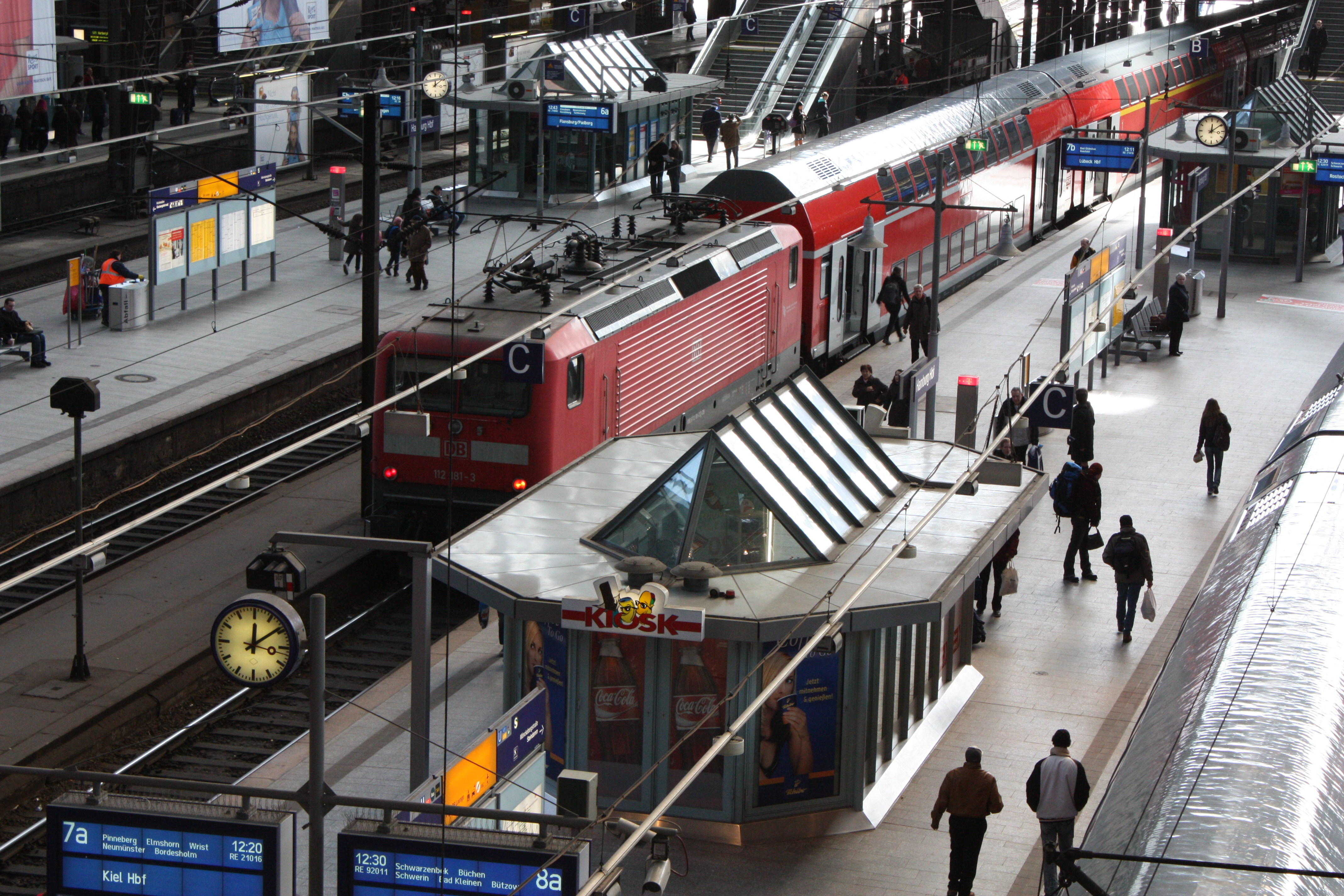
Hamburg Hauptbahnhof
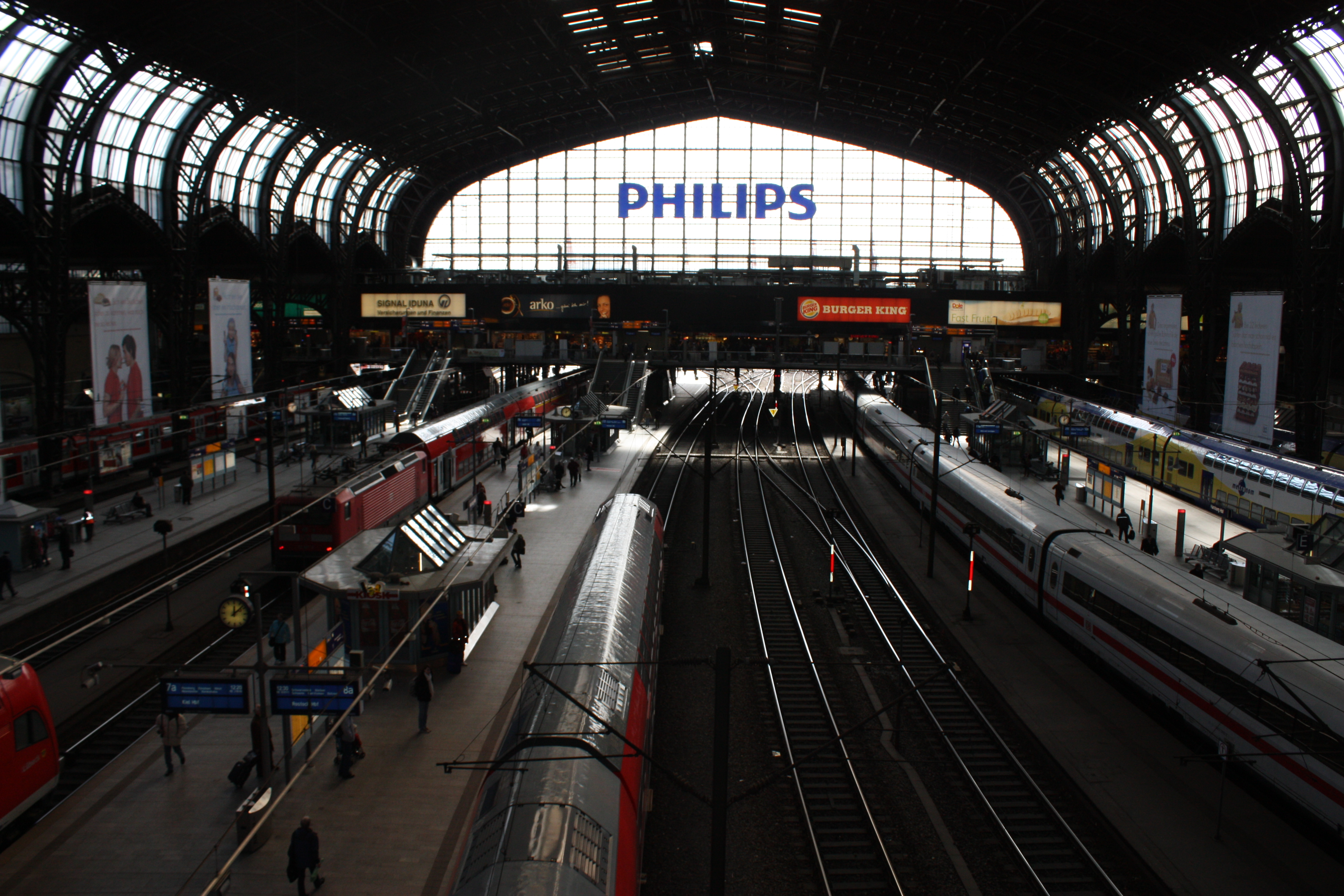
Hamburg Hauptbahnhof